# Епархия Святого Климента в Саратове

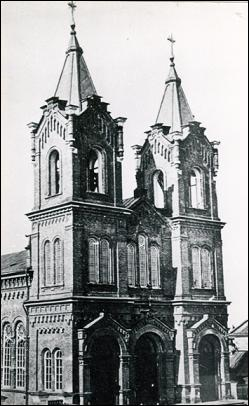
Кафедральный собор Тираспольской епархии в Саратове (не сохранился)

Епархия Святого Климента в Саратове (лат. Diocesis Saratoviensis Sancti Clementis) — католическая епархия, имеющая центр (кафедру) в Саратове. Кафедральным собором епархии святого Климента в Саратове является Собор Святых апостолов Петра и Павла.

## История
3 июля 1848 года Римский папа Пий IX издал буллу Universalis Ecclesiae cura, которой учредил Херсонскую, позднее Тираспольскую епархию, которая вошла в Могилёвскую митрополию. В 1853 году из-за Крымской войны кафедра Тираспольской епархии была перенесена в Саратов. В 1993 году Тираспольская епархия была преобразована в апостольскую администратуру Молдавии (сегодня — Епархия Кишинёва) и 23 ноября 1999 года в Апостольскую администратуру Юга Европейской части России.
11 февраля 2002 года апостольская администратура Юга Европейской части России была преобразована в Епархию Святого Климента в Саратове.

## Административное деление
Епархия Святого Климента в Саратове делится на деканаты:
- Краснодарский деканат:
  - Адыгея
  - Краснодарский край
- Северо-Кавказский деканат:
  - Дагестан
  - Ингушетия
  - Кабардино-Балкария
  - Карачаево-Черкесия
  - Северная Осетия
  - Ставропольский край
  - Чечня
- Ростовский деканат:
  - Ростовская область
- Астраханский деканат:
  - Астраханская область
  - Волгоградская область
  - Калмыкия
- Деканат Башкирия-Оренбуржье-Татарстан:
  - Башкортостан
  - Марий Эл
  - Оренбургская область
  - Татарстан
  - Чувашия
- Средне-Поволжский деканат:
  - Белгородская область
  - Воронежская область
  - Мордовия
  - Пензенская область
  - Самарская область
  - Саратовская область
  - Тамбовская область
  - Ульяновская область

## Статистика
По официальной статистике Римско-Католической Церкви, по состоянию на 2015 год, на 45 000 000 человек проживающих на территории епархии 20 000 (0,074 %) являются католиками. На территории епархии действуют 45 священнослужителей, то есть на одного священника приходится 444 католика.
| год  | население | население  | население | священники | священники        | священники         | священники                           | постоянные диаконы | монахи  | монахи  | приходы |
| год  | католики  | всего      | %         | всего      | белое духовенство | черное духовенство | число католиков на одного священника | постоянные диаконы | мужчины | женщины | приходы |
| ---- | --------- | ---------- | --------- | ---------- | ----------------- | ------------------ | ------------------------------------ | ------------------ | ------- | ------- | ------- |
| 1999 | 35 000    | 47 000 000 | 0,1       | 34         | 17                | 17                 | 1.029                                |                    | 18      | 32      | 52      |
| 2001 | 35 000    | 47 000 000 | 0,1       | 33         | 12                | 21                 | 1.060                                |                    | 23      | 34      | 53      |
| 2002 | 35 000    | 47 000 000 | 0,1       | 35         | 12                | 23                 | 1.000                                |                    | 28      | 36      | 61      |
| 2003 | 35 000    | 47 000 000 | 0,1       | 39         | 12                | 27                 | 897                                  |                    | 32      | 46      | 55      |
| 2004 | 35 000    | 47 000 000 | 0,1       | 40         | 18                | 22                 | 875                                  |                    | 24      | 43      | 57      |
| 2010 | 20 000    |            |           | 45         | 16                | 29                 | 444                                  |                    | 34      | 76      | 51      |
| 2014 | 20 000    | 45 000 000 | 0,1       | 41         | 13                | 28                 | 487                                  |                    | 33      | 67      | 52      |

## Епископы
1. Его Преосвященство епископ Клеменс Пиккель с 23 ноября 1999 года